# Hubert von Luschka
Hubert von Luschka, né Hubert Luschka (27 juillet 1820 à Constance - 1er mars 1875 à Tübingen), est un anatomiste allemand. Il donne son nom à plusieurs structures, dont les foramina de Luschka, les cryptes de Luschka, les articulations de Luschka et les conduits de Luschka. Son nom est également associé à la loi de Luschka, une règle anatomique concernant la localisation des uretères.

## Biographie
Luschka commence à étudier la médecine, d'abord la pharmacologie, en 1841 à l'Université de Fribourg et à l'Université de Heidelberg. En 1845, il devient assistant de Louis Stromeyer à Fribourg, puis s'installe en 1849 à l'Université de Tübingen, où il est chargé de cours et professeur associé jusqu'à être nommé professeur titulaire d'anatomie en 1855. Une copie manuscrite des conférences sur l'anatomie chirurgicale qu'il donne à Tübingen fait partie de la collection de manuscrits médicaux de Manchester détenue par des collections spéciales de l'Université de Manchester sous la référence MMM/23/211. Il obtient un titre noble et commence à utiliser von dans son nom en 1865.
Ses travaux portent notamment sur la nécessité de rattacher de manière pratique l'anatomie à la médecine et à la chirurgie. Son Anatomie des Menschen in Rücksicht auf das Bedürfnis der praktischen Heilkunde (1862-1869; "L'anatomie humaine en considération des besoins de la médecine pratique") visait à fournir un tel lien. Il promeut l'utilisation d'informations anatomiques en chirurgie, par exemple pour manipuler les organes internes à l'aide de longues aiguilles avant de couper le corps ouvert, et est l'un des premiers à mener des recherches détaillées sur des cadavres normaux (plutôt que seulement malades ou anormaux), publiant une série de livres détaillés couvrant des aspects spécifiques de l'anatomie, tels que les nerfs des mains et les vaisseaux sanguins du cerveau.

## Publications
- Die Nerven in der harten Stirnhaut (1850) – Les nerfs du front.
- Die Nerven des Menschlichen Wirbelkanales (1850) – Les nerfs du canal vertébral humain.
- Die Struktur der serösen Häute des Menschen (1851) – La structure des membranes séreuses de l'homme.
- Der nervus phrenicus des Menschen (1853) – Le nerf phrénique de l'homme.
- Die Adergeflechte des menschlichen Gehirns (1855) – Le plexus du cerveau humain.
- Die Brustorgane des Menschen in ihrer Lage (1857) – Les organes thoraciques de l'homme à leur emplacement.
- Die Halbgelenke des menschlichen Körpers (1858) – Les "demi-articulations" du corps humain.
- Die Halsrippen und die ossa suprasternalia (1859) – La côte cervicale et l'ossa suprasternalia.
- Der Herzbeutel und die Fascia endothoracica (1859) – Le péricarde et le fascia endothoracique.
- Der Hirnanhang und die Steißdrüse des Menschen (1860) – L'hypophyse et le glomus coccygien chez l'homme
- Anatomie des Menschen in Rücksicht auf das Bedürfnis der praktischen Heilkunde (1862–69) – L'anatomie de l'homme en ce qui concerne la médecine pratique.
- Der Schlundkopf des Menschen (1868) – Le pharynx des humains.
- Über Maß- und Zahlenverhältnisse des menschlichen Körpers (1871)
- Der Kehlkopf des Menschen (1871) – Le larynx des humains.
- Die Lage der Bauchorgane (1873) – L'emplacement des organes abdominaux.